# ワーナー・ブラザース
- ワーナー・ブラザース
- ワーナー・ブラザーズ

ワーナー・ブラザース・エンターテインメント（Warner Bros. Entertainment Inc.、通称：ワーナー・ブラザース、略称：WB）は、カリフォルニア州バーバンクのワーナー・ブラザース・スタジオに本社を置く、アメリカの多国籍マスメディアとエンターテインメントの複合企業であり、ワーナー・ブラザース・ディスカバリーの子会社でもある。

## 概要
1923年にハリー、アルバート、サム、ジャックのワーナー4兄弟によって設立され、アメリカの映画産業のリーダーとしての地位を確立した後、アニメーション、テレビ放送、ビデオゲームなどに事業を拡大し、アメリカの主要映画スタジオ「ビッグ5」の1つであるとともに、モーション・ピクチャー・アソシエーション（MPA）のメンバーでもある。
ワーナー・ブラザース・ピクチャーズ、ニュー・ライン・シネマ、ワーナー・ブラザース・ピクチャーズ・アニメーション、キャッスル・ロック・エンターテインメント、DCスタジオを含む、映画スタジオ部門であるワーナー・ブラザース・モーション・ピクチャーズ・グループで知られている。その他の資産としては、テレビ番組制作会社のワーナー・ブラザース・テレビジョン・スタジオ、ビデオゲーム開発・出版部門のワーナー・ブラザース・ゲームス、放送テレビネットワークのThe CW（パラマウント・グローバルとの共同所有）の50％の権利などがある。また、出版、マーチャンダイジング、音楽、演劇、テーマパークなど、様々な部門を運営している。
日本法人はワーナー ブラザース ジャパン合同会社。

## 年表
- 1923年 ハリー、アルバート、サム、ジャックのワーナー4兄弟によって設立される。
- 1927年 長編映画として世界初のトーキー『ジャズ・シンガー』を発表し、公開する。
- 1930年代 経済恐慌のあおりを受けて経営難に陥るが、世相を受けたギャング映画のヒットで乗り切る。
- 1956年 1950年代以前の作品をアソシエイテッド・アーティスツ・プロダクション (a.a.p.) に売却する（カサブランカ、ルーニー・テューンズ、等）。
- 1967年 独立プロダクション「セブン・アーツ」と合併する。
- 1969年 駐車場会社「キニー・ナショナル・サービス」の傘下となる。
- 1973年 スター・ウォーズシリーズの企画が提出されるも却下する。
- 1989年 親会社「ワーナー・コミュニケーションズ」（キニー・ナショナル・サービスより改称）が巨大出版社タイムと合併し、タイム・ワーナーが設立される。
- 1995年 1950年代以前のワーナー、1985年以前のメトロ・ゴールドウィン・メイヤー、RKO、a.a.p.の主なフィルム・ライブラリーとCNNを所有していたターナー・コミュニケーションが会社の傘下に入る。
- 2000年 親会社タイム・ワーナーがインターネットのプロバイダー最大手のAOLに買収され、「AOLタイム・ワーナー」となる。
- 2002年、ITバブル崩壊、新興勢力の拡大を受けAOLが業績不振となり、親会社内での影響力が衰退、社名が「タイム・ワーナー」に戻される。2009年12月、AOL部門は正式に分離される。

## 歴史

### 創業期

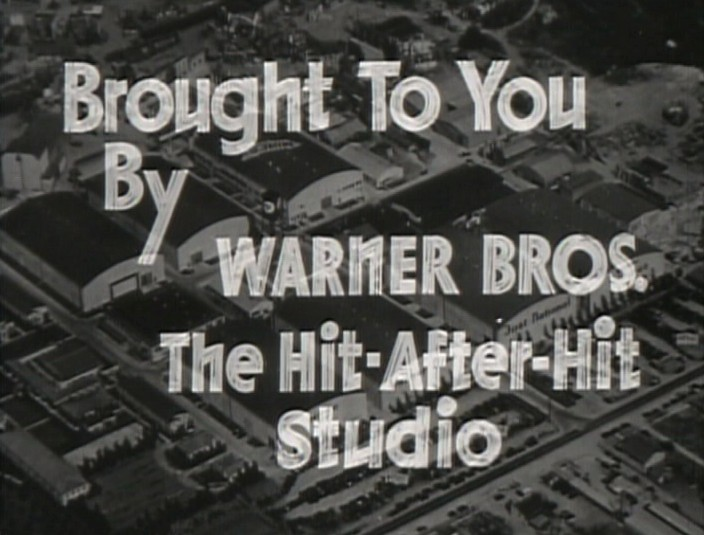
ワーナー映画の予告編に登場するハリウッドのワーナースタジオ（1936年）

ハリー、アルバート、サム、ジャックのワーナー4兄弟はポーランドからの東欧系ユダヤ人移民労働者であった。19世紀末に両親とともにドイツ・ハンブルクを経て、アメリカ大陸に渡りカナダのオンタリオ州ロンドンに移住し、全部で8人の兄弟姉妹が貧困の中で父の経営する靴修理屋を手伝いながら生活していた。
兄弟はそれぞれの趣味と才能を伸ばし、長兄ハリーは店を拡大、ジャックは歌手として修行に励み、サムは職業を転々とするが、20世紀初頭の映画の創生時、ハリーはその魅力に取り憑かれて映写技師となった。彼は1903年に兄弟と興行会社を組み、ジャックのパフォーマンス付きで映画興行業を開始、オハイオ州やペンシルベニア州の鉱山町を巡業した。同年、ペンシルベニア州ニューキャッスルに劇場をオープン、その後1904年、ピッツバーグで配給会社を設立しエクスチェンジ業（→スタジオ・システム）に進出して収益を上げた。しかし1908年、発明王トーマス・エジソンが、映画配給を独占するトラスト「モーション・ピクチャー・パテンツ・カンパニー」（別名エジソン・トラスト）を設立したことで映画館は大きな打撃を受ける。エジソンは、保有する多数の映画関係の特許をたてにし、トラスト参加各社の作る映画を上映する度に映画館から料金を徴収した。トラストの圧力によって多数の映画業者が配給網を絶たれ、ワーナー兄弟も一度は業界から手を引く。

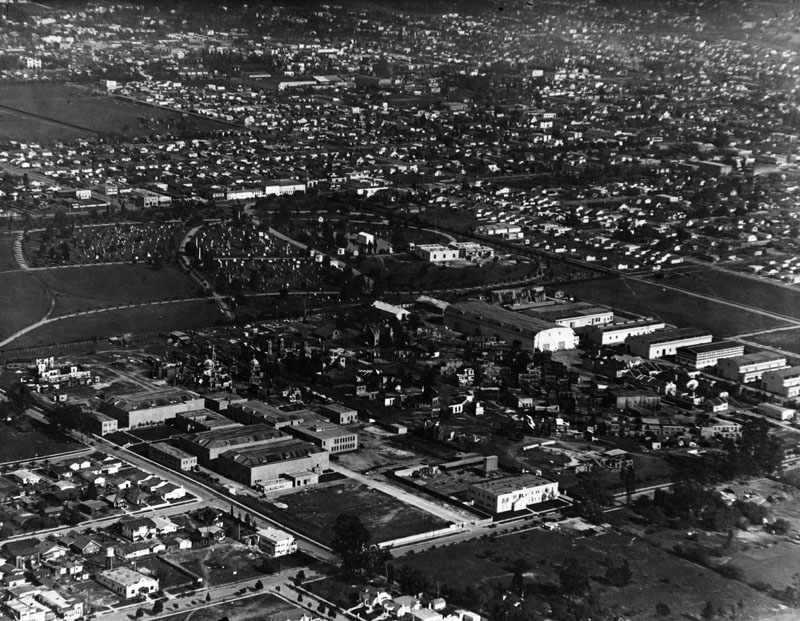
1922年のハリウッドのスタジオ群

しかし映画製作の夢を秘め続けたサムは、再び兄弟を説得して1918年にハリウッドに映画スタジオを構え、ハリーたちはニューヨークで資金調達や配給を行った。1923年、ワーナー兄弟はワーナー・ブラザース・ピクチャーズを会社登記する。
映画製作の最初の一歩は、脚本家アヴェリー・ホップウッド（Avery Hopwood）の1919年のブロードウェイ演劇『ゴールド・ディガーズ（The Gold Diggers）』の権利購入であったが、会社成長のきっかけは第一次世界大戦後に、ある兵隊がフランスから連れ帰った一匹の犬、リン・チン・チンであった。この犬を主人公にした映画「名犬リンチンチン」シリーズは1924年以降26本作られ、ハリウッド有数のスタジオへと押し上げた。
これらの成功によりウォール街からの投資を受けるようになり、1924年には同じユダヤ系資本のゴールドマン・サックスから巨額の融資を得た。この資金で、1897年以来の歴史を持つハリウッドの先発スタジオで全国規模の配給網も所有していたヴァイタグラフ（Vitagraph Company）を1925年に買収、さらにラジオ放送にも進出し、ロサンゼルスのKFWBをはじめ幾つかの都市に放送局を誕生させた。また映画業界を荒れ狂っていた劇場建設・買収の競争にも参入した。

### トーキーとカラー映画の導入

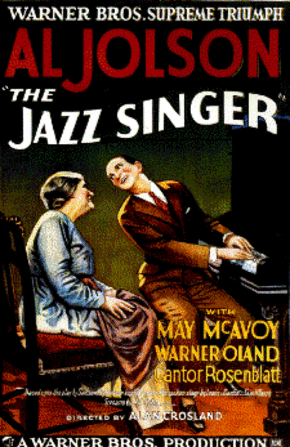
『ジャズ・シンガー』

ヴァイタグラフが進めていた音声と映像が同期したディスク式有声映画システム、ヴァイタフォンの開発を引き継ぐこととなり、1926年よりこのシステムを利用して音楽や効果音のある有声映画の製作を開始。1927年10月には、これをさらに進め、部分的にせりふのある世界初の長編映画である『ジャズ・シンガー』を配給した。これがトーキー時代の幕開けであり、これはハリウッドにセンセーションを巻き起こす事象であったが、『ジャズ・シンガー』公開前にトーキー開発に熱心だったサム・ワーナーが死去、彼の葬儀のためワーナー兄弟は『ジャズ・シンガー』のプレミアに出席することはできなかった。
この映画の成功で得た資金により、大手配給会社スタンレーを1928年に買収し、スタンレーが3分の1を所有していたワーナーのライバルである映画製作・配給会社ファースト・ナショナルの買収に王手をかけた。ウィリアム・フォックス率いるフォックスとの激しい買収合戦の末、1929年にファースト・ナショナルの経営権を得ることに成功したが、大恐慌が映画業界を直撃、ファースト・ナショナルと合併し、同社がバーバンクに所有していたスタジオに移転した。裁判所より合併を認められたが、1938年まで毎年何本かの映画をファースト・ナショナルの名義で製作・配給するよう要請され、その後30年間にわたり「ワーナー・ブラザース＝ファースト・ナショナル（A Warner Bros. - First National Picture）」名義での製作が行われた。
1928年、世界初の初の全編音声付きトーキー長編映画『紐育の灯』を製作し成功を収めた。1929年、テクニカラーを使用した『エロ大行進曲（On with the Show）』を製作、それまで二色式カラー映画や無声テクニカラー映画は発表されていたが、全編音声付・全編カラー映画はこれが最初だった。同年、同様のカラー映画『ブロードウェイの黄金時代（Gold Diggers of Broadway）』を製作し、この年一番の人気を博し、1939年まで各地の劇場で続映され続けるほどのヒットになった。これ以後、1931年までの間に数多くのカラー映画を製作したが、各地の観客がミュージカル映画に飽きてしまい、各社がカラー映画の製作を行わなくなったため、ワーナーも多くのミュージカル映画の製作を中止し、すでに製作した映画をコメディとして宣伝するはめとなったが、テクニカラー社と、あと2本カラー映画を製作する契約が残ってしまっていたため、ミステリー映画初のカラー作品『ドクターX（Doctor X）』（1932年）と『肉の蝋人形（Mystery of the Wax Museum）』（1933年）が製作された。

### ギャング映画とヘイズ・コード

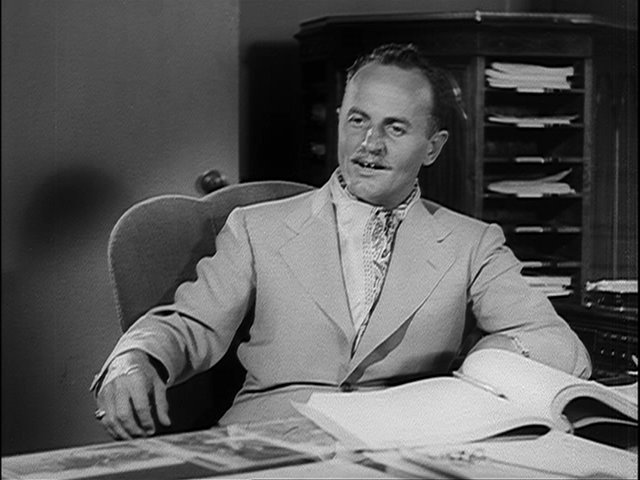
ダリル・F・ザナック

『リン・チン・チン』シリーズ以来多くの脚本を手がけ、プロデュースも行っていたダリル・F・ザナックの下で、大不況の影響を受けていた1930年代は、ギャングの抗争を報じる新聞の見出しを切り抜いたような（'torn from the headlines'）ギャング映画で名をはせるようになった。1920年代の都会的で洗練されたスター達に代わり、ジェームズ・キャグニーやエドワード・G・ロビンソン、ジョーン・ブロンデルなど、乱暴な語り口の労働者タイプのスターを多く起用し、リアルなギャング路線で成功をおさめる。
1933年にザナックの退社後は洗練された路線に変更していく。女性向けメロドラマ、剣戟映画、ベストセラーの映画化などを製作し、ケイ・フランシス、ベティ・デイヴィス、エロール・フリンらを起用した。ヘイズ・コード適用以前もっとも成功していたスタジオのひとつだったが、検閲により受ける打撃を避けるために歴史映画や倫理的・理想的人物を描いた映画などに方向転換するが、コード強化以前のスターらは次第に出番が少なくなり、当時のワーナーらしさや輝きは薄らいでいった。

### カートゥーン製作
映画タイトルやサイレント映画の字幕などの製作をパシフィック・アート・アンド・タイトル社（レオン・シュレジンガー（Leon Schlesinger）所有の独立スタジオ）でおこなっていたが、1930年より、ヒュー・ハーマン（Hugh Harman）とルドルフ・アイジング（Rudolf Ising）というディズニー出身の有能なアニメーターが、自身のアニメーション・スタジオを設立、シュレジンガーもそれに参加する形で、アニメーション（カートゥーン）映画製作に乗り出した。彼らはジャズを使って過激なギャグ（この後のヘイズ・コード適用後は不可能になった）を交え、黒人少年ボスコを主役にした『ルーニー・テューンズ』（Looney Tunes）、および『メリー・メロディーズ』（Merrie Melodies）などのヒットシリーズを作り上げた。1933年にハーマンとアイジングが製作環境や契約でもめてシュレジンガーのもとを去った後、シュレジンガーは自身のアニメーション・スタジオである、『レオン・シュレジンガー・プロダクション』を設立し、ジャック・キングやフリッツ・フレレング（Friz Freleng）らが白人少年バディを主役にカートゥーン映画を作り続けた。この会社はロサンゼルスのワーナー・スタジオ内に設立された為、実質ワーナーの系列会社であった。
やがて、漫画家志望の青年テックス・エイヴリーが加わりターマイト・テラス（Termite Terrace）という小さなスタジオをシュレジンガーから任されると、ターマイト・テラスは数々の過激なアニメーションを製作し、バッグス・バニーやダフィー・ダック、トゥイーティーなど現在知られる人気キャラクターが次々と生み出された。
1944年、シュレジンガーがプロデューサーを引退し、以後、バッグス・バニーやダフィー・ダックは当社のイメージキャラクターとなるに至っている。

### 黄金時代の終わり

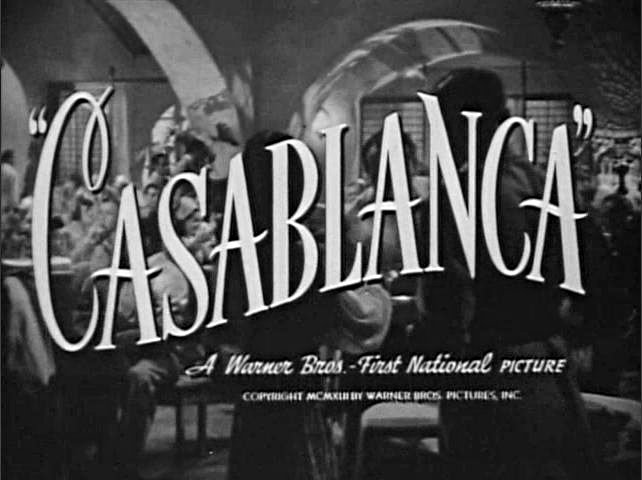
カサブランカ（1942年）

1940年代、ベティ・デイヴィスやジョーン・クロフォードらを起用した女性向け映画によって、娯楽が制限された第二次世界大戦下でも多くの観客を集めた。またハンフリー・ボガートがスターとなり、戦後はローレン・バコールやドリス・デイらが新たなスターとなった。1948年1月5日、パサデナで1月1日に行われたローズボウルとローズパレードの模様を伝えるニュース映画をカラーで提供し、これが最初のカラーでのニュース映画となった。
1940年代を通じ、反トラストをめぐる「アメリカ合衆国対パラマウント映画」裁判の当事者となった。連邦最高裁判所は1948年に審問を行い、映画会社側が敗訴した。この結果、当社を含む五社は垂直統合を禁じられ配給網を切り離し売却することを強いられた。これがブロック・ブッキング制度を終わらせ、撮影所システムの崩壊の始まりとなり、1970年代半ば（『ジョーズ』『ロッキー』『スター・ウォーズ』などブロックバスター映画の時代）まで続く凋落の一因となった。
1953年、ワーナー・シアター・ホールディングスはスタンレー・ワーナー・シアターズとして分離された。ワーナーの映画だけで年間上映スケジュールを埋める映画館網を失った以上、年に多数の映画製作は不要となり、高い契約キャストやスタッフを抱えることもできなくなった。創業50年目で撮影所システムの崩壊に直面し、バーバンクの広大な製作スタジオを、銀行を中心とした買手グループに売却した。
1956年、スタジオ売却取引が完了した直後、ハリー・ワーナーとアルバート・ワーナーは、銀行主導のグループの背後にいた投資家がワーナー四兄弟の末弟、ジャック・ワーナーだったことを知った。ファミリービジネスだった映画会社を自分ひとりの管理下に置いたジャックに対し兄弟は怒り、家族関係に亀裂が入り、以後生涯にわたりハリー、アルバート、ジャックは互いに口を利くことはなかった。同年、アニメも含む1948年以前の作品を配給会社アソシエーテッド・アーティスツ・プロダクションズ（a.a.p.）に売却する。その後、『悪い種子（The Bad Seed）』『軍曹さんは暇がない（No Time for Sergeants）』『メイム叔母さん』『ジプシー（Gypsy: A Musical Fable）』など、ヒットした演劇やミュージカルの映画化に再び専念したほか、『サンセット77』『マーベリック』などのヒットドラマを放つテレビドラマ製作部門が成功したことで立ち直った。
1958年には音楽出版社ワーナー・ブラザース・レコードを立ち上げてこれも成功させたが、1960年代初頭には映画部門の不振は誰の目にも明らかだった。スタジオがプロデュースする映画はほんのわずかで、ほとんどは他社との共同出資（施設提供、資金出資、配給の実施）による映画やインディペンデント映画の配給などであった。
1967年、ジャック・ワーナーは老化と時代の流れに屈し、映画会社の経営と音楽ビジネスを7800万ドルでカナダ人投資家のエリオット・ハイマンとケネス・ハイマン兄弟に売却し、彼らが経営する独立プロダクション、セヴン・アーツ・プロダクションズ（Seven Arts Productions）と合併する。彼らは、1956年に作品の版権を買ったアソシエーテッド・アーティスツ・プロダクションズの当時の経営者であった。社名はこの後、ワーナー・ブラザース＝セヴン・アーツに変わる。

### スティーブ・ロスの時代

1984年から2019年まで使用されたワーナー・ブラザースの企業ロゴ。

2年後の1969年、資金難のハイマン兄弟はスティーブ・ロス（Steve Ross）が率いる複合企業群「キニー・ナショナル・カンパニー（Kinney National Company）」の買収提案を受け容れた。
1940年代後半に設立されたキニー社は当初は悪名高きニューアークのキニー通りにある駐車場運営会社（創設者の1人がギャングのアブナー・ツヴィルマン）に過ぎなかったが、葬儀場会社により買収合併されて以降レンタカー、オフィス清掃、建設業、芸能エージェンシーと手を広げ巨大コングロマリットを形成、1962年に株式を一般に公開した。
1967年にロスはハリウッドの芸能エンジェシー大手だったアシュリー・フェイマス（Ashley-Famous）を買収した。ア社のテッド・アシュリーは芸能ビジネスよりケーブルテレビ事業が儲かると考え、映像事業へ転進するための資金力あるパートナーを探していた。アシュリーは資金難にあったワーナー・ブラザース＝セブン・アーツを買収するアイデアをロスへ打診した。ワーナーはキ社に買収されて以降アシュリーが経営者となり、社名は再度ワーナー・ブラザース（Warner Bros. Pictures）に戻った。1972年にキ社は葬儀場や駐車場の分野を新会社としてスピンオフし、映像、音楽の娯楽産業を管轄するグループ本社は社名をワーナーにちなんでワーナー・コミュニケーションズに変更した。
ロスが来た時にワーナーは映画ではなく傘下のレコード会社が成長株とされていた。アーメット・アーティガンはロスに会い協力すると決めた。モー・オースティン、ジャック・ホルツマン、デビッド・ゲフィンがワーナーのトップだった。レーベルの買収などで悪評を残したがワーナーはCBSから首位を奪いとった。
斜陽の映画産業でワーナー・ブラザースは低予算で製作本数を減らした体制を選択。また集客力があるスタープロとの提携を進めた。クリント・イーストウッド、バーブラ・ストライサンドはその代表格。ユニバーサルの手中にあったスティーヴン・スピルバーグにも接近。MCAのルー・ワッサーマンと綱引きを演じた。映画産業ではいち早くケーブルテレビに着目しアメックスと合弁事業を展開、巨額な資金を投じた。
ロスはコングロマリットの総帥として映像、音楽業界に影響を及ぼした。ワーナー・コミュニケーションズがM&Aによりあらゆる分野に利権を持ち、買収を重ねた。ビデオゲーム会社アタリを、さらに遊園地経営会社シックスフラッグスを買収、アタリは傘下に入って以降、ワーナー・コミュニケーションズの利益のかなりの部分を占めるグループの稼ぎ頭になった。しかし、ゲーム市場の崩壊（日本で言ういわゆる「アタリショック」）が起こると、ワーナー・コミュニケーションズ自体の株価も低落した。
これにより1984年にはルパード・マードックがワーナー株を大量に買い、最終的にマードックの株をワーナーが引き取り決着するまで互いの攻防も世間を賑わせた。クリス・クラフト・インダストリーズと株式交換、マードックを退けたが、今度はワーナーの株25%を得てパートナーとなったハーバート・シーゲルとの仲が難しくなった。アメックスと合弁事業で出資していたMTVとショウタイムはロスの自慢だったが、シーゲルはこの金の卵をロスから手放せさせた（ちなみにこれらを買収したバイアコム帝国は躍進した）。ロスとシーゲル両者の争いは五年間に及んだ。
老舗のワーナーは良くも悪くもロスにより塗り替えられた。元アメフト選手でカードゲームの達人でもあるロスは人当たりがよく情熱的で腹が太い人物とされ、ワーナー幹部たちに自由を与え、それにより取締役会はファミリーとしての結束が形成された。ロスの個性が、ワーナーの企業風土になり、プライベートジェットをスターに気軽に使わせる等、他社との差別化に成功して躍進の一因になった。スピルバーグは父よりも父であって欲しい人物としており、『シンドラーのリスト』では主人公であるオスカー・シンドラーの人物像にロスの姿も投影した。
ロスの憧れはウィリアム・ペイリー（en:William S. Paley）だった。彼のように上流階級に入り現代美術や音楽の文化的な保護者になるには、同じユダヤ系でもロスの出身は低く、前職（葬儀場のディレクター）の評価は低く、また教養もなかったが、人柄が好かれロックやアクション映画のスターを友人として扱った。しかし、彼の桁外れの贈り物が彼のポケットから出たのか、会社の金庫から出たのかは疑問が残るし、会社が株主のものであるという意識が薄かったとも指摘される。側近はワーナーを手に入れた彼をハーシーのチョコレートを見つけたガキ大将が気前よく手下に与える様子になぞらえている。東海岸のマフィアによる不正蓄財とキニー社との繋がりはタイムとの合併時に上品なタイムが懸念するなど、ロス王国に影を落とした。
1971年から1987年末まで、コロンビア ピクチャーズとの共同事業により国際配給をおこなっており、いくつかの国では同連合は他社の映画も配給していた。1988年以降ウォルト・ディズニー・ピクチャーズと組み、1993年にディズニーが独自にブエナ・ビスタ・インターナショナルを設立するまで続いた。

### タイム・ワーナー

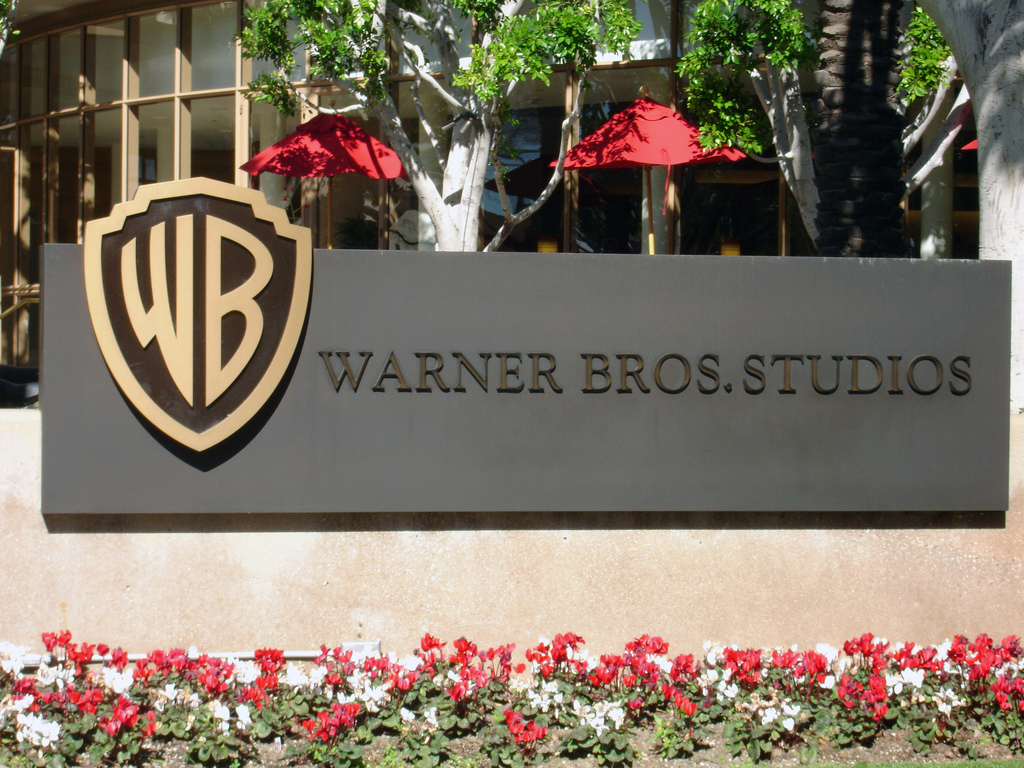
ワーナー・ブラザース・スタジオ

1989年、派手なワーナー・コミュニケーションズと、『タイム』で有名な上流階級的な出版グループ・タイムとが統合しタイム・ワーナー（現：ワーナー・ブラザース・ディスカバリー）が誕生した。出版、映画、テレビ番組製作、レコード、ケーブルテレビを傘下に収めた152億ドルの価値を誇るマスメディア史上最大の合併は、世界を驚かせた。
統合直後でも不安が募るタイム社内では机の前に座り笑っているロスの漫画がまわされた。彼の台詞は『俺のものは俺のもの、お前のもの（恐らくHBO）も俺のもの』だった。
1995年、タイム・ワーナーはCNN創業者テッド・ターナー率いるターナー・ブロードキャスティング・システムと合併、これによりタイム・ワーナーはターナーが持っていた1948年以前のワーナーのフィルム・ライブラリーを取り戻したほか、MGMやRKOなどの旧作のライブラリも手に入れた。一方、アタリゲームズやシックスフラッグスなどの事業は売却した。タイム・ワーナーは2000年にAOL社に買収されAOLタイム・ワーナーとなったが、その後ITバブル崩壊でAOLの資産は減少、社内の影響力も衰退し2002年、社名がタイム・ワーナーに戻された。AOL低迷に伴う業績不振のため、2004年にはワーナー・ミュージック・グループを売却し音楽部門はタイム・ワーナーから離脱した。AOLは社内の1部門となったが、2009年12月、正式に分離された。
1995年、シカゴの新聞・テレビ網グループトリビューン・カンパニーと、地上波テレビネットワークThe WBを設立、ニッチ市場であったティーンエイジャーを狙った『バフィー ～恋する十字架～』や『ドーソンズ・クリーク』などの学園ドラマでヒットを飛ばした。さらに『チャームド』『7th Heaven』などの家族向けドラマの成功でWBは脚光を浴び、『ポケットモンスター』や『遊☆戯☆王デュエルモンスターズ』などもヒットさせたが、三大ネットワークやそれに次ぐ躍進を見せたFOXとの差は縮まらなかった。2006年、CBSとタイム・ワーナーは、CBS傘下のUPN（United Paramount Network）とワーナー傘下のWBの両地上波ネットワークを解散して新たなネットワーク、CWテレビジョンネットワークを立ち上げた。
映画事業では、1990年代末に『ハリー・ポッター』シリーズの映画化権を買い、2001年の『ハリー・ポッターと賢者の石』以降、ドル箱シリーズとして10年間続いた。また有力な監督やプロデューサーが率いる多くの中小プロダクションと共同製作や配給を行ってきたほか、アンブリン・エンターテインメント、モーガン・クリーク・プロダクションズ（Morgan Creek Productions、現在はユニバーサル・ピクチャーズと製作）、リージェンシー・エンタープライズ（現在は20世紀スタジオと製作）、ヴィレッジ・ロードショー・ピクチャーズ、レジェンダリー・ピクチャーズ、シルバー・ピクチャーズ（ダークキャッスル・エンタテインメントはその一部）、ゲフィン・フィルム・カンパニー（The Geffen Film Company）、ラットパック=デューン・エンターテインメントなど、多数のヒットメーカーと組んで映画製作を行った。
2022年3月にAmazonのグループ入りしたMGMは同年11月に公開予定の映画から米国外向けの配給担当をユニバーサル・ピクチャーズ傘下のUIPからワーナーに変更することを同年8月に発表した。但し、『Bond 26』、『ティル』、『ウーマン・トーキング 私たちの選択』の3作品は引き続きUIPが配給を担当するとしている。

### 邦画事業への参入

2019年から2023年まで使用されたワーナー・ブラザースの企業ロゴ。

1993年にマイカルと合弁でワーナー・マイカル・シネマズを設立して本格的に日本国内のシネコン事業に参入した頃から、コンテンツ確保のための邦画事業を画策して1998年に日本テレビ、東芝と合弁でトワーニを設立し、2000年の『さくや妖怪伝』を皮切りに計4作品を製作して配給するが興行は成功せず、2004年に『キューティーハニー』の製作と配給を最後にトワーニは解散する。
その後も独自の邦画配給を継続して2006年に配給した日本テレビ制作の『デスノート』シリーズの大ヒットを契機として本格的に邦画に参入し、配給会社のリスクが最小で済む製作委員会方式の作品の流行りから配給作品における邦画の占める割合が年々増加している。
ホームビデオ事業で国内のファミリー層向けコンテンツを確保するため、『相棒』のようなTVドラマ作品、『巨人の星』や『金田一少年の事件簿』のようなTVアニメーション作品、『探偵!ナイトスクープ』や『志村けんのバカ殿様』などの人気バラエティ番組のDVDも積極的に販売している。

### アジアへの参入
2015年に中国語映画の企画開発・製作・配給を目的として、中国の投資ファンドのチャイナ・メディア・キャピタルと合弁会社「フラッグシップ・エンターテイメント・グループ」を設立する。

## 事業部門・グループ企業

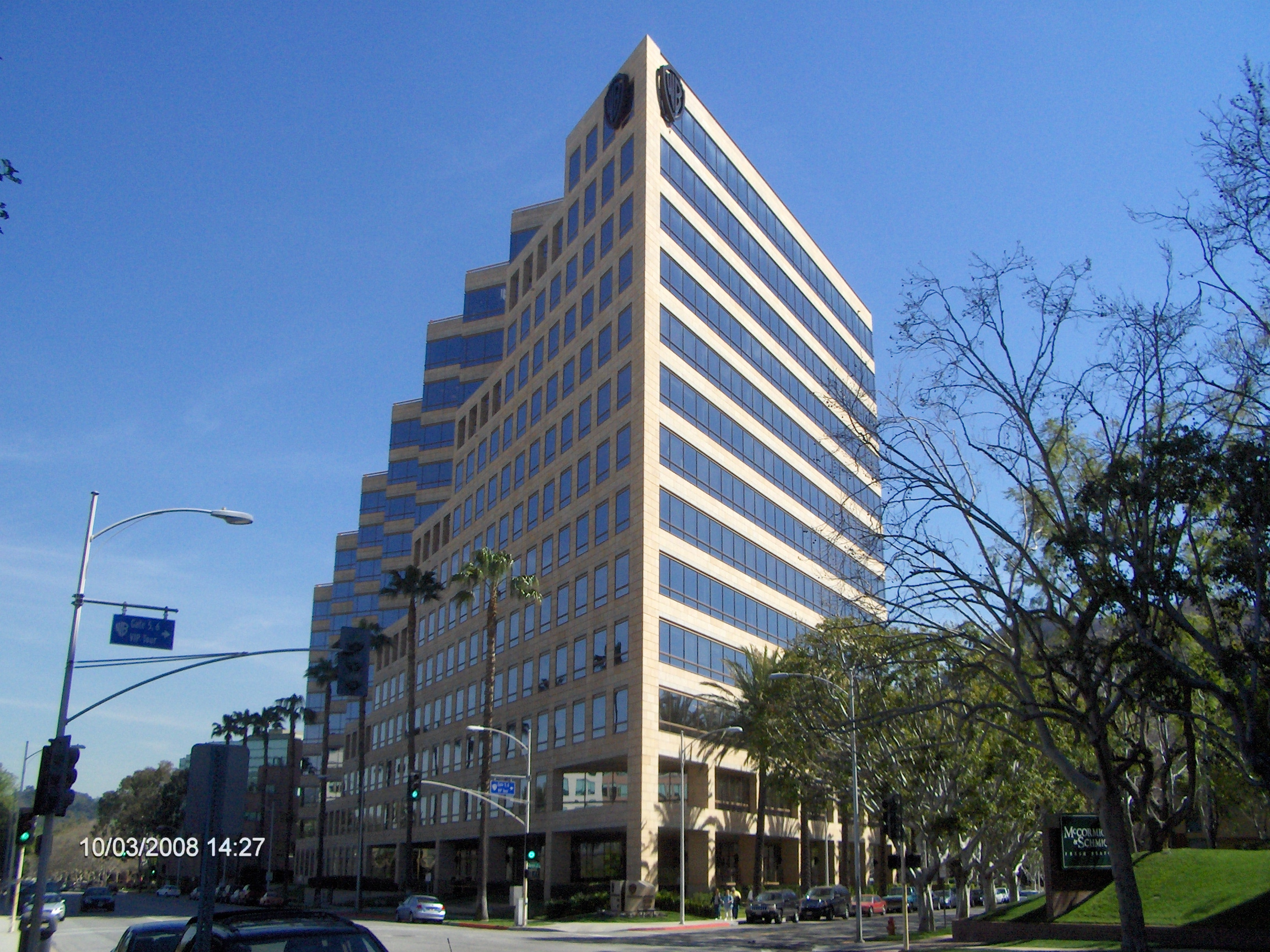
ワーナー・ブラザース本社（バーバンク）

- DCエンターテインメント（DC Entertainment, Inc.、2009年）
  - DCコミックス（DC Comics, Inc.、1934年） - 漫画出版社
    - MAD（1952年）
    - DC Black Label（2018年）
    - DC Universe Infinite（2021年） - デジタルコミック購読サービス
- DCスタジオ（DC Studios、2016年） - 映画製作会社
- ワーナー・ブラザース・モーション・ピクチャーズ・グループ（Warner Bros. Motion Picture Group）
  - ワーナー・ブラザース映画（Warner Bros. Pictures、1923年） - 映画製作・配給
  - ニュー・ライン・シネマ（New Line Cinema、1967年） - 1996年にタイム・ワーナー傘下になり、2008年にワーナーに吸収されその一部門となった
  - キャッスル・ロック・エンターテインメント（Castle Rock Entertainment、1987年） - 映画・テレビ製作
  - スパイグラス・メディア・グループ（Spyglass Media Group、2019年） - 少数株主
- ワーナー・ブラザース・テレビジョン・グループ（Warner Bros. Television Group、2005年）
  - ワーナー・ブラザース・テレビジョン・スタジオ（Warner Bros. Television Studios、1955年） - テレビ番組製作・配給
  - ワーナー・ブラザース・アニメーション（Warner Bros. Animation、1980年） - アニメ製作
  - テレピクチャーズ・プロダクションズ（Telepictures Productions、1990年） - テレビ番組製作
  - カートゥーン ネットワーク・スタジオ（Cartoon Network Studios、1994年） - アニメ製作
  - ウィリアムズ・ストリート（Williams Street、1994年） - アニメ・実写製作
  - アロイ・エンターテインメント（Alloy Entertainment、1996年）
  - ワーナー・ブラザース アンスクリプテッド・テレビジョン（Warner Horizon Unscripted Television、2006年）
  - CWテレビジョンネットワーク（2006年） - テレビ放送網
- ワーナー ブラザース ジャパン合同会社（1992年） - 日本法人

### 過去の事業部門・グループ企業
- ハンナ・バーベラ・プロダクション（1957年 - 2001年） - ワーナー・ブラザース・アニメーションに併合
- ワーナー・ブラザース・レコード（1958年 - 2004年）
- The WB（1995年 - 2006年） - CWテレビジョンネットワークの前身
- ワーナー・インディペンデント・ピクチャーズ（2003年 - 2008年） - インディペンデント映画製作・配給

## 次世代DVD戦争
第3世代光ディスクにおけるBlu-ray DiscとHD DVDの規格争いは「次世代DVD戦争」と呼ばれた。初めはHD DVD陣営だったが、2005年にBD-ROMのプレスコストがDVD並で済むと判明してからはニュー・ライン・シネマやパラマウント映画と共にBDにも参入する。その後は、一部のソフトをHD DVDのみで販売したり、HD DVD独自の映像特典を収録するなど、元々の陣営であったHD DVDに力を入れている傾向があった。Total Hi DefというBDとHD DVDの張り合わせディスクの発案をしたり、パラマウントが東芝とHD DVDへの独占供給を行うという契約を行った後も、長い間両陣営という立場を守ってきた。
しかし、2008年1月4日のCESを直前にBDへの一本化と、HD DVDは5月までに撤退することを発表し、これにより一挙に次世代DVD戦争はBD陣営に傾いた（ウォルマートストアでのHD DVD製品撤去など）。一本化の理由として第一に『長期に渡って販売数はBDが優勢だったこと』を挙げ、また『長い目で見た映画産業とその健全性を守るため』と説明していた。この直接的な影響として、2008年2月19日、東芝はHD DVD事業を全面撤退することとなった。

## オープニングロゴ
基本的にオープニングロゴとして使われたものには2種類ある。
- クラシック・ロゴ
  - 設立初期から伝統的に用いられている“WB”の文字を盾型の枠にあしらったもの。度重なるマイナーチェンジを加えつつ現在までにこのデザインが主流。
- モダン・ロゴ
  - “W”を象ったシルエットのもので、楕円形の枠が標準的だが、サブバリエーションとして伝統的な盾型枠のバージョンも存在する。当社でも1972年から1984年にかけて用いられていた（9代目ロゴ）。デザイナーはソール・バス[11]。現在ではワーナー・ミュージック・グループが正式なロゴとして用いられている程度に留まる。

その他、ワーナー・ブラザース＝セヴン・アーツ時代は盾形枠の中に“W”の右端と“7”が合体したロゴが使用された（1967年 - 1970年、6代目ロゴ）。